# Yamaha DragStar
DragStar è il nome con cui sono maggiormente conosciuti alcuni modelli della serie XVS, motociclette custom tipo soft tail realizzate dalla Yamaha e diffuse soprattutto nelle cilindrate di 650 e 1100 cm³ e nelle versioni Custom e Classic. La versione statunitense si chiama Vstar.

## Contesto
Caratterizzati dalla presenza di un motore a quattro tempi bicilindrico a V raffreddato ad aria già presente anche sulla Yamaha Serie XV che l'ha preceduta, sono modelli destinati ad un uso turistico, alla classica moda statunitense ben rappresentata dalle varie Harley-Davidson. Tale destinazione d'uso è anche dimostrata dalla presenza di una trasmissione finale a cardano e, per quanto riguarda il modello di minori prestazioni, di un impianto frenante di tipo misto (freno a disco singolo sull'anteriore e freno a tamburo al retrotreno). Il modello da 1100 presenta invece una coppia di dischi sulla ruota anteriore e un disco singolo a quella posteriore.
Come da abitudine sui modelli di questo tipo la posizione di guida è caratterizzata da una altezza da terra della sella molto ridotta (71 cm), una distanza minima da terra limitata a 145 mm e un classico manubrio con impugnatura alta e larga.
Il catalogo degli accessori disponibili per questi modelli consente varie personalizzazioni con particolari cromati tipici delle custom, selle modificate ecc.